# Severino Grattoni

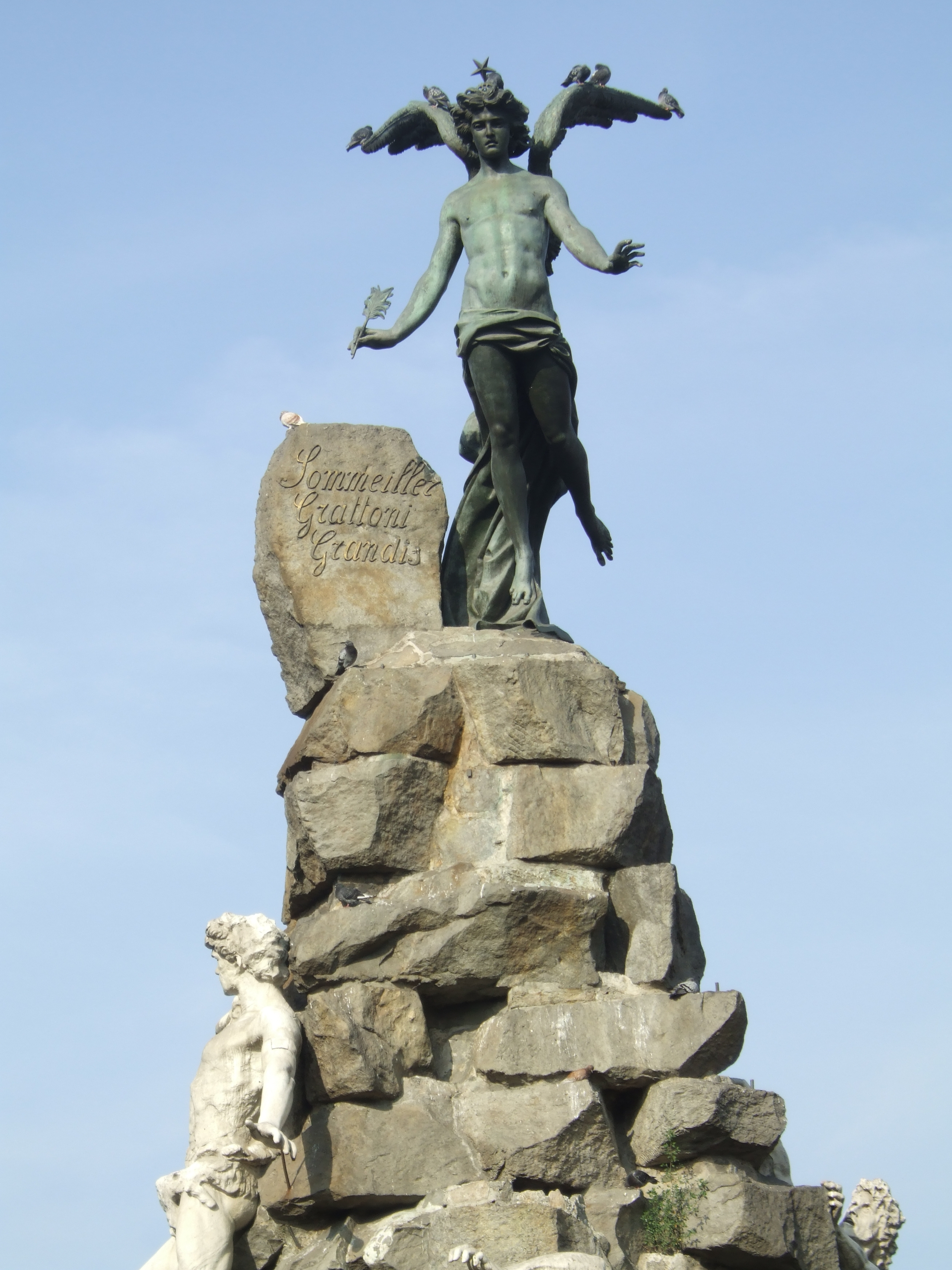
Minnesmärke över byggandet av Mont-Cenistunneln.

Severino Grattoni, född 9 december 1815 i Cervesina, död 1 april 1876 i Turin, var en italiensk ingenjör.
Grattoni byggde tillsammans med Germain Sommeiller och Sebastiano Grandis Mont-Cenistunneln (på järnvägslinjen Lyon–Chambéry–Turin), vilken genombryter Col de Fréjus 27 kilometer sydväst om passhöjden. Tunneln borrades 1857–70 och öppnades för trafik 1871.